# Karl I av Flandern

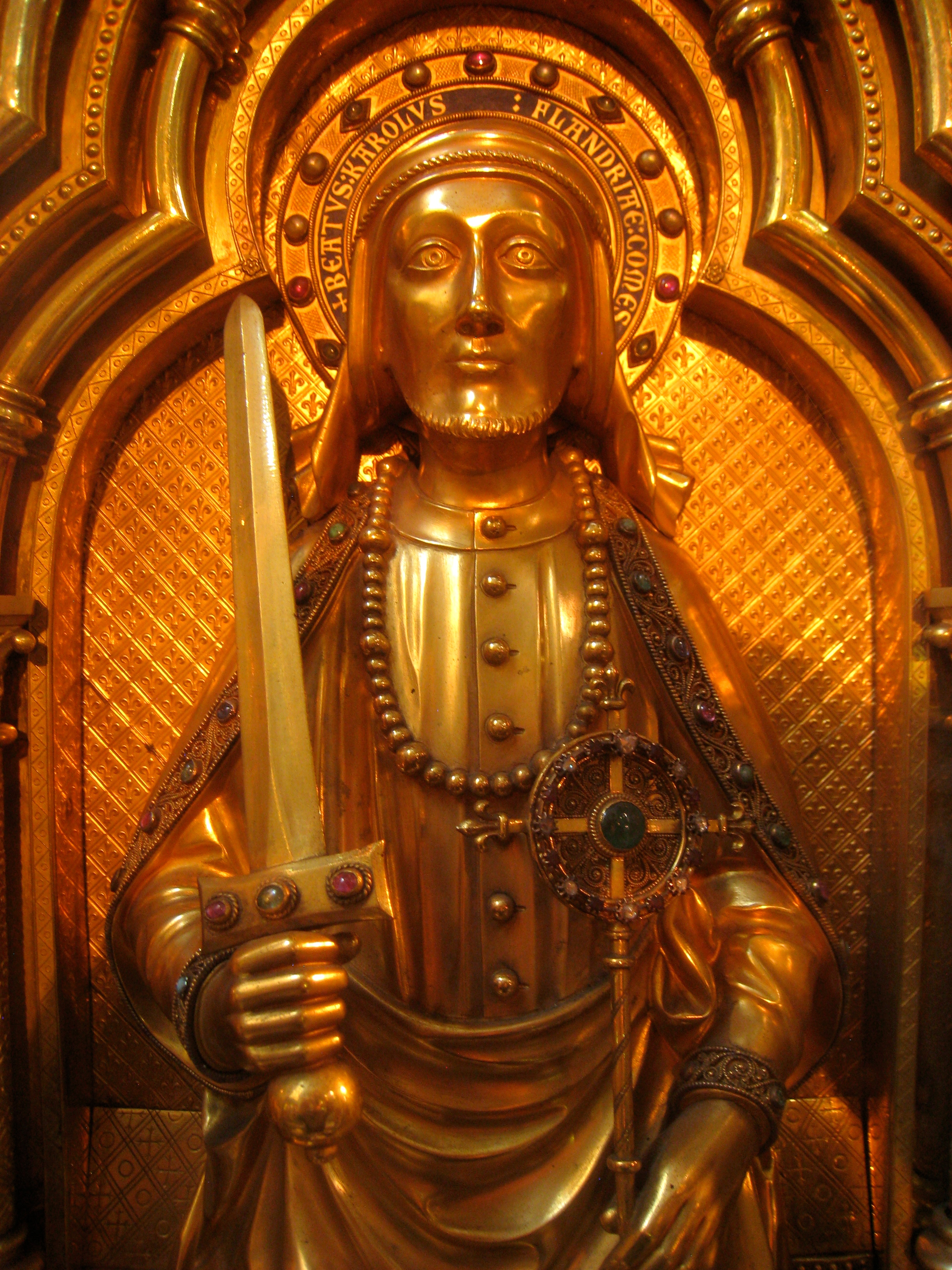
Karl I av Flandern.

Karl I av Flandern eller Karl den danske, född omkring 1085, död 2 mars 1127, var en flamländsk greve.
Karl var son till den danske kungen Knut den helige och hans maka Adele av Flandern. Efter mordet på fadern 1086 fördes han till moderns hemland, där han 1119 blev greve. Karl regerade strängt och fick samma död som fadern, i det han att 1127 dödades i en kyrka i Brygge. Helgonrykten kom i omlopp även om honom. Han saligförklarades 1883.